# Coal Chamber
 Ovo je glavno značenje pojma Coal Chamber. Za istoimeni album ovog sastava pogledajte Coal Chamber (album).
Coal Chamber je americki nu metal sastav, osnovan 1995. Sastav je raspušten 2003., no u rujnu 2011. su najavili povratničku turneju. Do sada su objavili tri studijska albuma, te dvije kompilacije.
Nakon što je sastav bio raspušten, Dez Fafara je osnovao novi sastav DevilDriver.

## Članovi
Trenutačna postava
- Dez Fafara - vokal (1993. – 2003., 2011.-)
- Meegs Rascón - gitara (1993. – 2003., 2011.-)
- Mikey "Bug" Cox - bubnjevi (1994. – 2003., 2011.-)
- Chela Rhea Harper - bas-gitara (2011.-)

Bivši članovi
- Rayna Foss-Rose - bas-gitara (1994. – 1999., 2001. – 2002.)
- Nadja Peulen - bas-gitara (1999. – 2001., 2002. – 2003.)
- John Thor - bubnjevi (1993. – 1994.)

## Diskografija
Studijski albumi
- Coal Chamber (1997.)
- Chamber Music (1999.)
- Dark Days (2002.)
- Rivals (2015.)

Kompilacije
- Giving the Devil His Due (2003.)
- The Best Of Coal Chamber (2004.)
- The Complete Roadrunner Collection (1997-2003) (2013.)

## Vanjske poveznice
- Službena Myspace stranica